# Dénes Varga
Dénes Varga (Budapest, 29 marzo 1987) è un pallanuotista ungherese, vincitore di una medaglia d'oro ai Giochi olimpici di Pechino 2008.

## Carriera
Oltre all'oro olimpico ha ottenuto anche due medaglie d'oro e due d'argento ai Mondiali; nel 2020 si è laureato campione d'Europa, mentre l'anno successivo ha conquistato la medaglia di bronzo alle Olimpiadi di Tokyo.
È fratello minore di Dániel Varga, anch'egli pallanuotista di successo e campione olimpico. 

## Palmarès

### Club
- Campionato ungherese: 12

Vasas: 2007, 2008, 2009, 2010
Szolnok: 2015, 2016, 2017
Ferencvaros: 2018, 2019, 2022, 2023, 2024
- Coppa d'Ungheria: 8

Vasas: 2009
Szolnok: 2016, 2017
Ferencvaros: 2018, 2019, 2020, 2021, 2022, 2023
- Campionato croato: 1

Primorje: 2014
- Kup Hrvatske: 2

Primorje: 2013, 2014
- LEN Champions League: 3

Szolnok: 2017
Ferencvaros: 2019, 2024
- Coppe LEN: 1

Ferencvaros: 2018
- Supercoppa LEN: 2

Ferencvaros: 2018, 2019

### Nazionale
- Olimpiadi

Pechino 2008: 
Tokyo 2020: 
- Mondiali

Melbourne 2007: 
Barcellona 2013: 
Budapest 2017: 
Fukuoka 2023: 
- Europei

Belgrado 2006: 
Malaga 2008: 
Eindhoven 2012: 
Budapest 2014: 
Belgrado 2016: 
Budapest 2020: 
- Coppa del Mondo

Almaty 2014: 
- World League

Berlino 2007: 
Čeljabinsk 2013: 
Dubai 2014: 
Budapest 2018: 

## Riconoscimenti
- LEN Award: 2013
- Pallanuotista dell'anno FINA: 2013
- Total Waterpolo Player Award: 2019